# Leon J. Yarrow
Leon Jay Yarrow (* 30. September 1921 in Shenandoah (Pennsylvania); † 28. Juli 1982 in Bethesda) war ein Psychologe und Abteilungsleiter am Eunice Kennedy Shriver National Institute of Child Health and Human Development in Bethesda. 

## Leben
Sein Vater starb, als er noch sehr jung war, und so erlebte er mehrere Wechsel in Pflegefamilien, was eventuell sein lebenslanges Forschungsinteresse an der Bedeutung früher Erfahrungen für die Entwicklung des Kindes beeinflusst haben könnten. Im Alter von 15 Jahren besuchte Leon die University of Pennsylvania, wo er Psychologie studierte. 1949 promovierte er an der University of Iowa. Im Jahr 1951 nahm Leon die erste Forschungsstelle im Children's Bureau an. Er war einer der Gründer der US-amerikanische Non-Profit-Organisation Zero to Three (Zero to Three National Center for Infants Toddlers and Families), die sich auf die gesunde Entwicklung von Babys und Kleinkindern von der Geburt bis zum Alter von drei Jahren konzentriert.

## Werk
Er war ein Spezialist für die Entwicklung von Kindern und arbeitete für das Children's Bureau der ehemaligen Federal Security Agency, die für die Finanzierung des Bildungswesens, die Verwaltung der öffentlichen Gesundheitsprogramme und den Sozialversicherungsplan für die Altersvorsorge zuständig war und später in das das Gesundheits-, Bildungs- und Wohlfahrtsministerium der Vereinigten Staaten Department of Health, Education and Welfare überführt wurde. Hier initiierte er eine Längsschnittuntersuchung über Adoptivkinder, die sich auf die Folgen des Übergangs des Kindes von der Pflegefamilie zu den Adoptiveltern konzentrierte. Nach Bekanntwerden seiner Ergebnisse wurde die Praxis der Sozialarbeit dahingehend geändert, dass Adoptionen im frühesten Alter bevorzugt wurden.

## Ehrungen
- Präsident der Society for Research in Child Development

## Privates
Er war seit 1949 mit Marian Radke-Yarrow (1918–2007) verheiratet; aus der Ehe stammte der Sohn Andrew L. Yarrow. Leon J. Yarrow verstarb an einem Herzinfarkt, einen Tag bevor er mit seiner Familie in den Sommerurlaub fahren wollte.

## Publikationen (Auswahl)
Monografien
- Infant and environment. Early cognitive and motivational development. Hemisphere Pub. Corp., Washington 1975, ISBN  978-0470971789.
- Psychological aspects of a first pregnancy and early postnatal adaptation. Raven Press, New York 1973, ISBN 978-0911216653.
- Maternal deprivation. Child Welfare League of America, New York 1962.
- The effect of antecedent frustration on projective play. American Psychological Association (zugleich Dissertation Univ. of Iowa) in Psychological monographs: general and applied, 1949, 62 (6), whole no. 293 (Nachdruck Forgotten Books 2016, ISBN 978-1333810030).

Zeitschriftenartikel/Buchbeiträge
- Mit Kay D. Jennings; Patricia P. Martin: Mastery Motivation and Cognitive Development: A Longitudinal Study from Infancy to 34 Years of Age. In: International Journal of Behavioral Development, 1984, 7 (4).
- Mit Robert P. Klein: Environmental Discontinuity Associated with Transition from Foster to Adoptive Homes. In: International Journal of Behavioral Development, 1980, 3 (3).
- Mit Carolyn Zahn-Waxler: Phyllis M. Scott: Childs effects on adult Behavior. In: Developmental Psychology, 1971, 5, S. 300–311.
- The relationship between nutritive sucking experiences in infancy and non-nutritive sucking in childhood. In: Hans J. Eysenck; Glenn D. Wilson (Hrsg.): The Experimental Study of Freudian Theories. Routledge, London 1973.
- Theoretical Implications of Adoption Research. In: Child Welfare, 1965, 44 (2), S. 65–72.
- Mit M. S. Goodwin: Some conceptual issues in the study of mother-infant-interaction. In: American Journal of Orthopsychology, 1965, 35, S. 473–481.
- Long-Term Implications of Maternal Separation: Some Comments on "The Young Adult Adjustment of Twenty Wartime Residential Nursery Children". In: Child Welfare, 1963, 42 (2), S. 72–76.
- Mit J. D. Campbell: Person perception in children. In: Merrill-Palmer-Quarterly, 1963, 9, S. 57–72.
- Mit Marian Radke-Yarrow: Leadership and Interpersonal Change. In: Social Issues, 1958, 14 (1), S. 47–59.